# Günther Weidlinger
Günther Weidlinger (né le 5 avril 1978 à Braunau am Inn) est un athlète autrichien spécialiste du demi-fond - fond, il fut coureur de 3 000 mètres steeple puis s'est reconverti en marathonien. Il compte 50 titres nationaux à son palmarès national sur de nombreuses disciplines. Entraîné par son père Heinrich Weidlinger, il est managé par Istvan Knipl.

## Carrière
Vainqueur à deux reprises de la Corrida bulloise, il a détenu le record du parcours entre 2005 et 2018, jusque ce que son temps soit battu par le Suisse Julien Wanders.

### Palmarès

#### Palmarès international
| Date | Compétition                            | Lieu       | Résultat | Épreuve              | Performance    |
| ---- | -------------------------------------- | ---------- | -------- | -------------------- | -------------- |
| 1997 | Championnats d'Europe junior           | Ljubljana  | 1er      | 3 000 mètres steeple | 8 min 41 s 54  |
| 1997 | Championnats d'Europe de cross-country | Oeiras     | 2e       | Course junior        | 15 min 50 s    |
| 2006 | Championnats d'Europe                  | Göteborg   | 7e       | 3 000 mètres steeple | 8 min 29 s 54  |
| 2007 | Coupe d’Europe du 10 000 mètres        | Ferrare    | 2e       | 10 000 mètres        | 28 min 19 s 11 |
| 2008 | Great Manchester Run                   | Manchester | 1er      | 10 kilomètres        | 28 min 10 s    |
| 2009 | Great Australian Run                   | Melbourne  | 1er      | 15 kilomètres        | 43 min 01 s    |

#### Palmarès national
| Date | Compétition                             | Lieu  | Résultat | Performance     |
| ---- | --------------------------------------- | ----- | -------- | --------------- |
| 2005 | Corrida bulloise                        | Bulle | 1er      | 22 min 35 s     |
| 2006 | Corrida bulloise                        | Bulle | 1er      | 22 min 42 s     |
| 2011 | Championnat d'Autriche de semi-marathon | Wels  | 1er      | 1 h 03 min 55 s |

### Records
| Épreuve              | Performance         | Lieu      | Date              |
| -------------------- | ------------------- | --------- | ----------------- |
| 1 500 mètres         | 3 min 34 s 69       | Cassel    | 17 juin 2000      |
| 3 000 mètres         | 7 min 48 s 46       | Linz      | 2 août 2004       |
| 3 000 mètres steeple | 8 min 10 s 83 (RN)  | Séville   | 21 août 1999      |
| 2 miles              | 8 min 21 s 88       | Linz      | 23 septembre 2005 |
| 5 000 mètres         | 13 min 13 s 44 (RN) | Londres   | 22 juillet 2005   |
| 10 000 mètres        | 27 min 36 s 46 (RN) | Palo Alto | 4 mai 2008        |

| Épreuve       | Performance          | Lieu       | Date             |
| ------------- | -------------------- | ---------- | ---------------- |
| 10 kilomètres | 28 min 10 s (RN)     | Manchester | 18 mai 2008      |
| 15 kilomètres | 43 min 01 s (RN)     | Melbourne  | 29 novembre 2009 |
| Semi-marathon | 1 h 01 min 42 s (RN) | Udine      | 14 octobre 2007  |
| Marathon      | 2 h 10 min 47 s (RN) | Francfort  | 25 octobre 2009  |